# Johan Harmenberg
Johan Georg Harmenberg (Stoccolma, 8 settembre 1954) è un ex schermidore svedese, vincitore di una medaglia d'oro nella scherma ai giochi olimpici e di una Coppa del Mondo di scherma.